# Stazione di Castelnuovo del Garda
Stazione di Castelnuovo del Garda vasútállomás Olaszországban, Veneto régióban, Castelnuovo del Garda településen.

## Vasútvonalak
Az állomást az alábbi vasútvonalak érintik:
- Milánó–Velence-vasútvonal

## Kapcsolódó állomások
A vasútállomáshoz az alábbi állomások vannak a legközelebb: 
- Stazione di Peschiera del Garda
- Stazione di Sommacampagna-Sona